# Hussainpur, Manvi
Hussainpur là một làng thuộc tehsil Manvi, huyện Raichur, bang Karnataka, Ấn Độ.